# Матка (бджільництво)

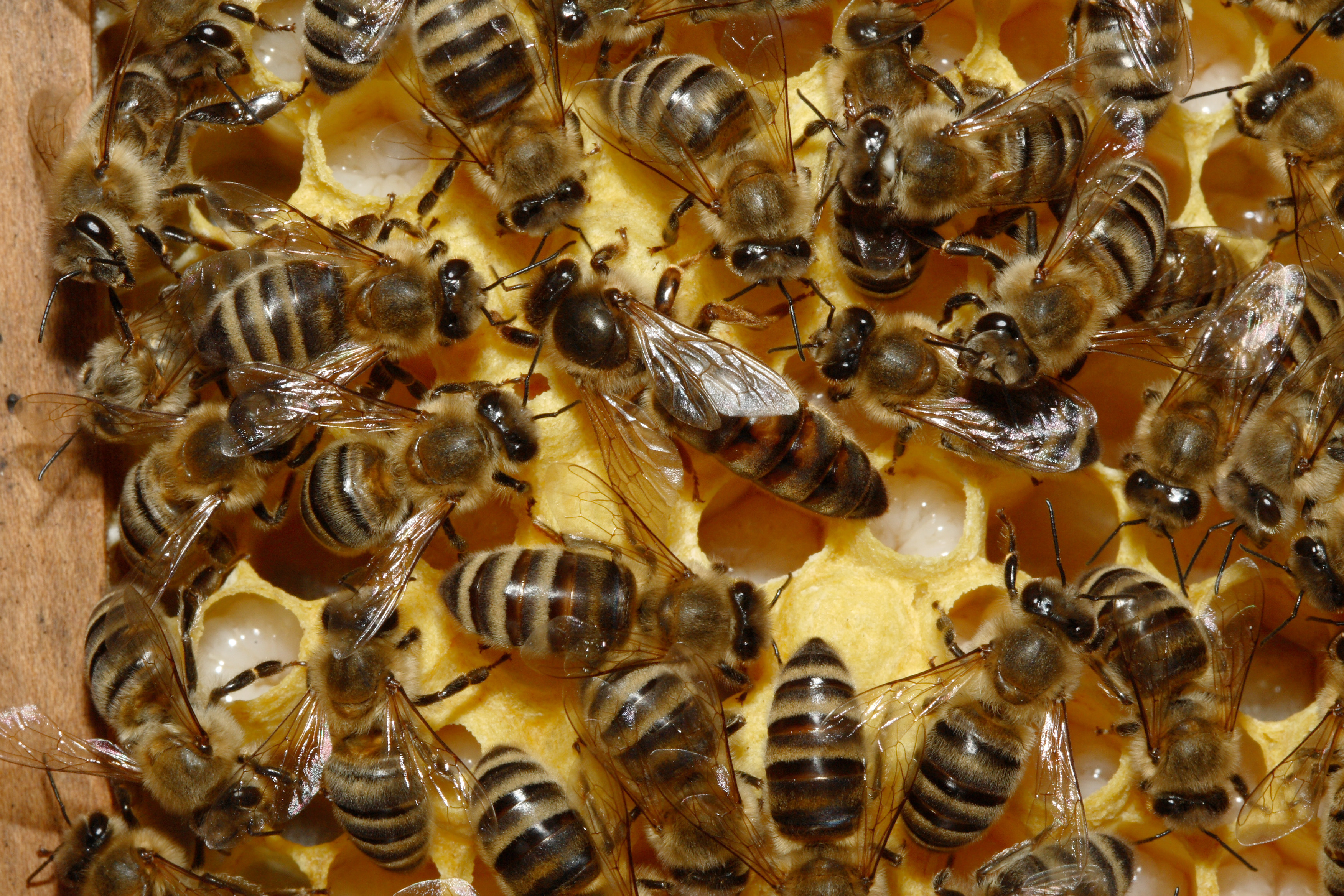
Бджолина матка у центрі

Матка — бджола жіночої статі з добре розвиненими статевими органами. Довжина її тіла залежно від породи і сезону року коливається від 20 до 25 мм (у європейських темних бджіл), а маса — від 180 до 300 мг (також). Матка в родині виконує одну функцію — відкладає яйця, з яких розвиваються всі особи: робочі бджоли, трутні і молоді матки. За добу матка відкладає до 1500—2000 яєць (що за сумарною масою перевищує її масу тіла). За зовнішнім виглядом вона відрізняється від робочих бджіл та трутнів. Тіло її худе, черевце довше за крила.
Тиха заміна матки бджолиної — це процес заміни бджоломатки, ініційований бджолами, при якому стара матка продовжує функціонувати в бджолиній сім'ї, але бджоли з певної причини (зазвичай зниження життездатності бджоломатки чи її видимого, або невидимого дефекту) вирішують виводити нову бджоломатку на заміну, створюючи (закладаючи) декілька маточників тихої заміни (зазвичай 1-5 штук). Після виходу молодої неплідної матки стара матка продовжує функціонувати зі старою свитою бджіл а молода матка обльотується з трутнями. Після спарювання та дозрівання молодої (нової) бджоломатки і початку процесу відкладання молодою маткою яєць, стара бджоломатка також може ще певний час функціонувати в сім'ї бджіл. Поступово бджоли зменшують свиту та годування старої матки, і згодом перестають її годувати чи припиняють її існування. Молода матка залишається єдиною в сім'ї бджіл. Такий механізм застосовується бджолами для зменшення ризиків існування колонії, так як у бджіл є страховий механізм у вигляді старої функціонуючої, відкладаючої яйця бджоломатки і нової (молодої) бджоломатки.